# Kentucky Derby 1885
Kentucky Derby 1885 var den elfte upplagan av Kentucky Derby. Löpet reds den 14 maj 1885 över 1,5 miles. Löpet vanns av Joe Cotton som reds av Erskine "Babe" Henderson och tränades av Abraham Perry.
Förstapriset i löpet var 4 630 dollar. Tio hästar deltog i löpet.

## Resultat
| P  | Häst           | Jockey                   | Tränare         | Land | Tid     |
| -- | -------------- | ------------------------ | --------------- | ---- | ------- |
| 1  | Joe Cotton     | Erskine "Babe" Henderson | Abraham Perry   | USA  | 2:37.25 |
| 2  | Bersan         | Ed West                  | Green B. Morris | USA  |         |
| 3  | Ten Booker     | John Stoval              |                 | USA  |         |
| 4  | Favor          | Thompkins                |                 | USA  |         |
| 5  | Irish Pat      | Isaac Murphy             |                 | USA  |         |
| 6  | Keokuk         | C. Richard Fishburn      |                 | USA  |         |
| 7  | Clay Pate      | T. Withers               | H. Eugene Leigh | USA  |         |
| 8  | Thistle        | Harry Blaylock           |                 | USA  |         |
| 9  | Playfair       | W. Conkling              |                 | USA  |         |
| 10 | Lord Coleridge | Lloyd Hughes             |                 | USA  |         |